# FMモーニング東京
FMモーニング東京（エフエムモーニングとうきょう）は1979年4月2日から1990年3月30日まで放送されたエフエム東京のラジオ番組。

## 概要
- 番組開始当初は林秀彦がパーソナリティを担当したが[3]、1979年6月4日の放送からFM東京のアナウンサーが交代した[3]、林の降板について局側は「番組編集上の理由」として具体的な理由は公表されなかった[3]、リスナーから林の復帰を求める署名活動も行われた[3]。1979年10月から清水哲男が担当した[4]。
- 地域によっては7時 - 7時30分の全国ネット（ジャスト・イン・ザ・モーニング）の後に「FMモーニング東京」のローカル版として放送した局もあった。（FMモーニングえひめ IT'S MORNIN・FMモーニング長崎など）

## 出演者
- 林秀彦(番組開始～1979年6月1日)
- 清水哲男(1979年10月～番組終了)
- 秋元美和子
- 西依ちづる
- 高橋恵子（フリーアナウンサー）
- 福永なみ
- 遠藤みやこ

## タイムテーブル（1980年）
- 7:00 オープニング
- 7:05 モーニングストリート
- 7:30 けさの提言
- 7:40 モーニングジャーナル
- 7:55 ニュース・スポーツライフ
- 8:00 モーニング
- 8:30 けさもあなたと
- 8:40 各地の広報コーナー
- 8:50 エンディング